# Bactris aubletiana
Bactris aubletiana är en enhjärtbladig växtart som beskrevs av James William Helenus Trail. Bactris aubletiana ingår i släktet Bactris och familjen Arecaceae. Inga underarter finns listade i Catalogue of Life.